# Хлопчатобумажная промышленность

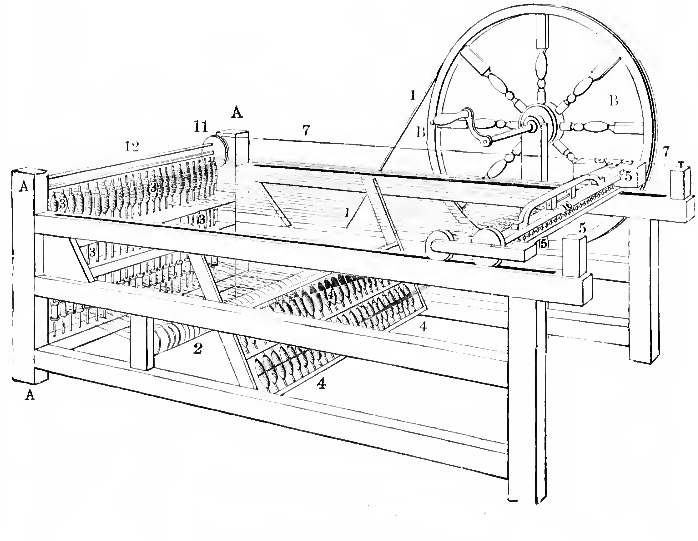
Прялка «Дженни», изобретённая Джеймсом Харгривсом

Хлопчатобумажная промышленность — отрасль текстильной промышленности, которая объединяет прядильное, ткацкое, крутильнонитковое и красильно-отделочное производства.

## Сырье, изделия
Хлопчатобумажная промышленность изготавливает ситцы, бязи, сатины, ткани плательные, мебельно-декоративные, ворсовые, полотенечные, технические нити, корд и тому подобное. Основным сырьем для хлопчатобумажной промышленности является хлопок.

## История промышленности
Ручное производство тканей из хлопка было известно задолго до н. э. в Индии и Китае. Новая история хлопчатобумажной промышленности начинается в Англии, где во 2-й пол. XVIII века создается машинное производство хлопчатобумажных тканей.
В России первые относительно большие хлопчатобумажные предприятия возникли во 2-й пол. XVIII и начале XIX века в Московско-Владимирском районе, а также в Астраханской и Петербургской губерниях. Механизация хлопчатобумажного производства в России началась с основания в 1798 году под Санкт-Петербургом Александровской мануфактуры. Хлопчатобумажная промышленность в России в большой степени зависела от заграницы. Перед Первой Мировой войной почти половина перерабатываемого сырья завозилась из других стран. В 1913 году в России было изготовлено 2672 млн м хлопчатобумажных тканей.
Хлопчатобумажная промышленность росла высокими темпами в КНР, Польше, Чехословакии, Болгарии, ГДР. В КНР в 1957 году производилось хлопчатобумажных тканей свыше 5000 млн м, что почти в 5 раз больше, чем в 1949 году.
В странах Западного мира в XX веке хлопчатобумажная промышленность была наиболее развита в США, где в 1958 году производство хлопчатобумажных тканей составило 8100 млн м, в Великобритании — 1306 млн, Франции — 223 тыс. т, Италии — 114,4 тыс. т и в Японии — 2653 млн м².